# Pen y Beacon
Pen y Beacon är ett berg i Storbritannien.   Det ligger i kommunen Powys och riksdelen Wales, i den södra delen av landet, 210 km väster om huvudstaden London. Toppen på Pen y Beacon är 677 meter över havet, eller 72 meter över den omgivande terrängen. Bredden vid basen är 1,8 km. Pen y Beacon ingår i Black Mountains.
Terrängen runt Pen y Beacon är huvudsakligen kuperad. Runt Pen y Beacon är det ganska tätbefolkat, med 96 invånare per kvadratkilometer. Närmaste större samhälle är Crickhowell, 17,6 km söder om Pen y Beacon. Trakten runt Pen y Beacon består i huvudsak av gräsmarker.